# René Cortázar
René Javier Cortázar Sanz (Santiago, 29 de febrero de 1952) es un economista, investigador, académico y político chileno, exmiembro del Partido Demócrata Cristiano (PDC). Fue ministro de Estado de los presidentes Patricio Aylwin y Michelle Bachelet.

## Biografía
Es el segundo de los hijos del matrimonio de los ingenieros agrónomos René Ángel Cortázar Sagarminaga y de Carmen Sanz Briso-Montiano. Su padre trabajó muchos años en La Platina, un predio de la Universidad de Chile en el que se realizan investigaciones agropecuarias y fue Premio Nacional de Ciencias Aplicadas y Tecnológicas en 1994. Tiene dos hermanos.
Estudió en el Colegio del Verbo Divino de la capital y luego egresó de ingeniería comercial de la PUC. Tras licenciarse se convirtió en investigador-ayudante de Cieplan, transformándose en uno de los fundadores del centro de estudios junto a Alejandro Foxley, Ricardo Ffrench-Davis y José Pablo Arellano.
Desde 1975 está casado con Ana María Valdés, con quien tuvo tres hijas.
Luego partió dos años y medio a Estados Unidos, donde se doctoró en economía en el Instituto Tecnológico de Massachusetts (MIT), en Boston. Posteriormente fue profesor del Instituto de Economía de la Universidad Católica y profesor visitante en universidades de Brasil y Estados Unidos.

## Carrera política

### Inicios
En 1972 se hizo militante del Partido Demócrata Cristiano (PDC).
Fue un activo colaborador de la campaña del «No» en el plebiscito de 1988, la cual buscaba remover al dictador Augusto Pinochet. Su principal rol fue el de ser coordinador de la comisión laboral de la opositora Concertación de Partidos por la Democracia.

### Ministro de Aylwin y director ejecutivo de TVN
En el Gobierno de Patricio Aylwin (1990-1994) se desempeñó como ministro del Trabajo y Previsión Social.
Como ministro de Aylwin fue responsable de promulgar el primer Código del Trabajo aprobado en democracia.  También se firmaron, por primera vez en Chile, acuerdos tripartidos entre la Central Unitaria de Trabajadores, la Confederación de la Producción y el Comercio y el Gobierno. En ese mismo período se implantó el programa Chile Joven, para la capacitación de  jóvenes desempleados de bajos ingresos.
Posteriormente, junto a Juan Villarzú y Osvaldo Rosales, coordinó el programa económico de Eduardo Frei Ruiz-Tagle cuando éste era candidato a la Presidencia de la República en las elecciones de 1993.
Entre 1995 y 2000 fue director ejecutivo de Televisión Nacional de Chile (TVN), estableciendo bases que rentabilizaron nuevamente al canal estatal. Durante su período como Director Ejecutivo, publicó un libro de Lineamientos editoriales. En la elaboración de dichos Lineamientos hubo una amplia participación de todos los profesionales de TVN. Las Directrices abordan cuestiones relacionadas con la responsabilidad profesional y el contenido de la programación en la prensa y el entretenimiento. Algunos capítulos hacen referencia a la privacidad, la protección de menores, la mujer, la violencia, la política, las elecciones, el terrorismo y las noticias relacionadas con TVN, entre otros temas.

### Ministro de Bachelet
El 27 de marzo de 2007 asumió como ministro de Transportes y Telecomunicaciones del primer gobierno de Michelle Bachelet, en reemplazo de Sergio Espejo. Su designación en el cargo estuvo enmarcada dentro de la grave Crisis del Transantiago, sistema de transporte urbano de la capital chilena implementado en 2006. En diciembre de 2007, abrumado por los crecientes y complejos problemas del sistema, y tal como lo había prometido, presentó su renuncia, pero ésta no le fue aceptada por la presidenta Bachelet.
Del mismo modo, por orden de Michelle Bachelet, asumió en calidad de subrogante el cargo de ministro de Educación, ante la suspensión —ocurrida el 3 de abril de 2008— y posterior destitución trece días después, por la vía de la acusación constitucional, de Yasna Provoste. El 17 de abril fue designada Mónica Jiménez como sucesora de Provoste, cesando Cortázar en el ejercicio del cargo.

### Actividades posteriores
Tras un periodo alejado de la política contingente, inició gestiones, en el curso del año 2011, para ser proclamado como el candidato del PDC al Senado por la Región de Antofagasta. A fines de 2012, consiguió ser respaldado por la unanimidad de la junta del partido en esa región, situación que le despejaba el camino de cara a las elecciones parlamentarias de 2013. Pese a ello, declinó inscribir su nombre en los plazos establecidos por la colectividad, lo que le apartó de dicha competencia.
En 2013 se incorporó al equipo programático de Michelle Bachelet en su segunda candidatura a la Presidencia de la República.
En 2021 formó parte de la «Lista del Apruebo» por el distrito N.°8 en las elecciones de convencionales constituyentes, sin resultar electo.
En 2022, se integró al Movimiento Amarillos por Chile, que participó activamente en el plebiscito sobre la Propuesta de Nueva Constitución de la Convención Constituyente, en defensa de la opción rechazo. El 23 de Septiembre, el Movimiento Amarillos por Chile inició trámites para convertirse en partido político. En 2022 presentó su renuncia al Partido Demócrata Cristiano (PDC) tras 50 años de militancia.

## Carrera empresarial
Antes de ser ministro de Estado, Cortázar integró los directorios de D&S, Entel Chile, CorpBanca y AES Gener. Además fue vicepresidente de Icare y director del Centro de Estudios Laborales Alberto Hurtado. También ejerció como presidente del directorio del centro de estudios Cieplan.
El 10 de agosto de 2010 fue comunicado su nombramiento como presidente del directorio de Canal 13, cuatro días después de que Andrónico Luksic Craig anunciara su ingreso a la estación con el 67%. Dejó el cargo en julio de 2012 para reintegrarse a Cieplan. En abril de 2015 retomó la responsabilidad en la estación.